# Organización Internacional para la Mediación
La Organización Internacional para la Mediación (IOMed, por sus siglas en inglés;OIMed en español; en chino tradicional, 國際調解院; en chino simplificado, 国际调解院; pinyin, Guójì tiáojiě yuàn) es un organismo intergubernamental fundado el 30 de mayo de 2025 en Hong Kong, China. Su objetivo es facilitar la resolución pacífica de conflictos internacionales a través de la mediación. Si bien la Carta de las Naciones Unidas recomienda la mediación como una de las primeras opciones para resolver disputas internacionales, la OIMed es la primera organización jurídica intergubernamental creada específicamente con la mediación como primera opción. Así, se garantizan los propósitos de la carta así como también la participación voluntaria, la toma de decisiones igualitaria y el respeto a todas las inquietudes de todas las partes involucradas con el fin de llegar a soluciones de beneficio mutuo.
La OIMed tiene un estatus comparable al de la Corte Internacional de Justicia (CIJ) o la Corte Permanente de Arbitraje, ya que actúa como intermediaria en disputas entre estados, inversores extranjeros o entidades comerciales internacionales. No obstante, se diferencia de estas instituciones porque trasciende la mentalidad de «ganadores» y «perdedores», y promueve resoluciones amigables y relaciones internacionales armoniosas.

## Historia
En octubre de 2022 el ministro de Asuntos Exteriores de China y el secretario de Justicia de Hong Kong, firmaron un acuerdo para crear la Oficina Preparatoria para el establecimiento de la Organización Internacional para la Mediación (IOMed) en la Región Administrativa Especial de Hong Kong (RAEHK). Este acuerdo implementó la «Declaración Conjunta sobre el Establecimiento a Futuro de la Organización Internacional para la Mediación», firmada por China, Indonesia, Pakistán, Laos, Camboya, Serbia, Bielorrusia, Sudán, Argelia y Yibuti, que sentó para la creación de la IOMed como organismo intergubernamental respaldado por 19 países dedicado a ofrecer mediación rápida, flexible y económica en disputas internacionales.
Hong Kong fue seleccionado como sede por ser la única jurisdicción en China que tiene un sistema jurídico basado en el derecho inglés alineado con las normas internacionales y tener el estatus especial de «un país, dos sistemas» que le aporta un marco jurídico flexible y experiencia adicional en el derecho continental, características ideales para fungir como intermediario entre sistemas jurídicos distintos, además de ser uno de los centros de resolución de disputas internacionales de Asia al ser sede de instituciones como el Centro de Arbitraje Internacional de Hong Kong (HKIAC) o el Centro de Arbitraje Regional AALCO-Hong Kong (AALCO-HKRAC). Para implementar el acuerdo, se publicó la «Ordenanza sobre Privilegios e Inmunidades de Organizaciones Internacionales» (Cap. 558) para garantizar el marco jurídico necesario.
La IOMed, concebida como plataforma abierta e inclusiva, se alinea con los objetivos del 14° Plan quinquenal de China y el Desarrollo del Área de la Gran Bahía, consolidando a Hong Kong como centro jurídico internacional.
El 30 de mayo de 2025 se firmó la Convención para el Establecimiento de la Organización Internacional para la Mediación en Hong Kong, China. Cerca de 400 representantes de alto nivel de 85 países de Asia, África, Latinoamérica y Europa, así como 20 organizaciones internacionales estuvieron presentes; delegados de 33 países firmaron la convención en persona, oficialmente miembros fundadores.

## Sede
La sede principal de la Organización Internacional para la Mediación será el edificio de la Antigua estación de policía de Wan Chai en el N° 123 de Gloucester Road, Wan Chai, Hong Kong, actualmente en remodelación para adecuar el espacio, se espera que esté listo a finales de 2025 o a principios de 2026.

## Principios
El entonces ministro de relaciones exteriores, Qin Gang, sugirió cuatro principios para la Organización Internacional para la Mediación:
1. Primero, el principio de respeto mutuo, que implica reconocer la soberanía, intereses fundamentales y preocupaciones legítimas de cada nación, fomentando un diálogo en pie de igualdad que construya confianza entre las partes. Este enfoque rechaza la coerción y prioriza la conciliación de diferencias mediante consultas.
2. Segundo, el aprovechamiento de la consulta amplia y contribución conjunta, mediante el cual la IOMed mantendrá su carácter inclusivo, abriéndose tanto a países desarrollados como en desarrollo. La construcción de esta organización será un esfuerzo colectivo donde se buscarán consensos preservando las diferencias.
3. Tercero, la adopción de una mentalidad abierta e inclusiva, que integre los aportes de diversas civilizaciones y sistemas jurídicos. Este intercambio enriquecerá a la IOMed, convirtiéndola en un modelo de aprendizaje intercultural al servicio de la paz global.
4. Cuarto, la consecución de un desarrollo equilibrado, que promueva la equidad geográfica, de género y una mayor participación de los países en desarrollo. Esto incluye la formación de mediadores de estas naciones para lograr mecanismos de solución de controversias más justos y beneficiosos para todos.